# Disco (muziekgenre)
Disco is een genre van dansmuziek dat erg populair was in de jaren '70 van de twintigste eeuw. De melodieuze muziekstijl, gebaseerd op een opzwepend four-on-the-floor bas- en drumritme, sissende hihats met een symfonische achtergrond van orkestrale arrangementen en uitgebreide synthesizer-klankeffecten, vond zijn oorsprong in de Amerikaanse sub- en tegencultuur van minderheidsgroepen zoals Latino's, homo's, Afro-Amerikanen en jonge vrouwen die was ontstaan in de New Yorkse ondergrondse muziekscene eind jaren '60.

## Geschiedenis

### Socio-culturele en politieke achtergrond
In de marge van de Amerikaanse burgerrechtenbeweging en contestatiebeweging tegen de Vietnam-oorlog en het conservatieve establishment ontstond eind jaren '60 een nieuwe sub- en danscultuur in het New Yorkse nacht- en uitgaansleven. Sodomie, travestie, en als koppel dansende homoseksuele mannen waren nog uitdrukkelijk bij wet verboden en leidden regelmatig tot politie-razzia's in leegstaande kazernes, donkere kroegen of homobars (die meestal eigendom waren van de maffia) waar homo's, Latino's, Afro-Amerikanen, marginale jongeren en andere minderheden verzamelden. Na de dagenlange Stonewall-rellen van eind juni 1969 zocht deze tegencultuur naar dansgelegenheden waar ze in alle veiligheid en vrijheid openlijk zichzelf konden zijn. Ook (jonge) zelfbewuste vrouwen die zich niet konden vinden in de overheersende,  machoachtige, nauwelijks dansbare muziekstijlen van die tijd zoals hard rock en heavy metal waren op zoek naar plaatsen waar ze zich muzikaal helemaal konden uitleven. 

### Alternatieve, ondergrondse muziekscene in New York (1970-1973)
Op 14 februari 1970 organiseerde hippie-dj David Mancuso in de beruchte New Yorkse homobuurt Greenwich Village in zijn eigen loft, later ook 'The Loft' genoemd, een privé-dansfeest waar enkel genodigden aanwezig mochten zijn en de ordediensten dus niet mochten binnenvallen. Om ook de dansbeleving zelf intenser te maken, introduceerde Mancuso, in plaats van de toen gangbare, primitieve geluidsinstallaties (met lage, hoge en middentonen), een geavanceerde hifi-muziekinstallatie die bestond uit een set van meerdere, kleine, op hoogte opgestelde tweeters (die de hoge tonen in alle richtingen verspreidden), in combinatie met op de grond geplaatste basluidsprekers (woofers). Op die manier creëerde Mancuso bij het publiek op de dansvloer, in een minimalistisch decor, een uitbundige, feestelijke sfeer van vrijheid en ongeremd dansplezier.
Mancuso's concept van perfect afgespeelde dansmuziek in een stijlvol kader kende een enorm succes en kreeg al snel navolging van andere dj's in New York die ook hun eigen nachtclubs oprichtten. Naast 'The Loft' van David Mancuso waren 'The Gallery' van dj Nicky Siano en 'The Sanctuary' van dj Francis Grasso de voornaamste hotspots van het nachtelijke uitgaansleven in de pioniersperiode van de disco. Vooral Grasso zorgde voor vernieuwing in de dansbeleving door, in tegenstelling tot de traditionele dj's die simpelweg het ene liedje kort na het andere speelden waardoor mensen tussen twee liedjes in de dansvloer verlieten, de nummers geleidelijk in elkaar te laten overlopen. Door de techniek van beatmixing te perfectioneren - Grasso maakte hiervoor gebruik van meerdere draaitafels en een mengpaneel voorzien van een (cross-)fader en pitch-control - slaagde hij erin om bij de dansende menigte een 'energetische sfeer' te creëeren die op zijn beurt aanzette om te blijven dansen. Ook Larry Levan, de dj van de in 1978 opgerichte nachtclub Paradise Garage, stond bekend om zijn vernieuwende, eclectische manier van remixen. Als remixer of producer in de studio werkte Levan mee aan de lancering en het succes van (post-)discoartiesten zoals Sister Sledge, Chaka Khan, Patrice Rushen, Gwen Guthrie en Jocelyn Browns (Ain't No Mountain High Enough). Voortaan waren het niet langer de radio, de muziekrecensent noch de concertorganisatoren die artiesten en hits maakten of kraakten, maar de club-dj's die als nieuwe trendsetter steeds meer macht en invloed verkregen bij de platenmaatschappijen.
Door al deze vernieuwingen ontstond een alternatieve, ondergrondse muziekscene waar etnische en seksuele minderheden uit alle lagen van de bevolking konden dansen en liefkozen. De term 'disco' bestond nog niet en de gedraaide muziek, later omschreven als 'dansbare rhythm en blues', was nog divers (obscure R&B, soul, funk, salsa, motown) maar meestal wel zwoel en opzwepend, en vaak gericht op solodans zodat je kon dansen op je eentje, in een vrije stijl, zonder een (dans-)partner.

### Proto-disco: eerste (Amerikaanse) disco-hits (1973-1974)

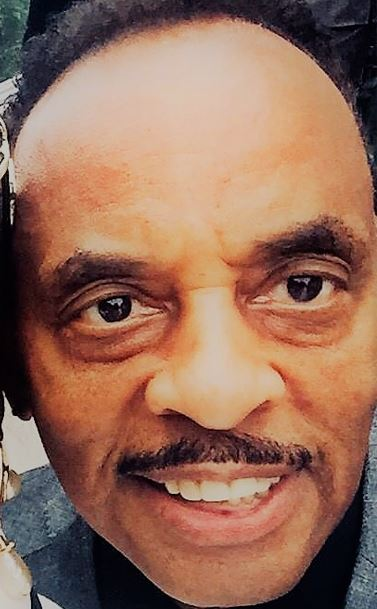
MFSB-drummer Earl Young introduceerde de 'four-on-the-floor' basdrum met hihats in de toenmalige dansbare Rhythm-and Blues en wordt daarom de "Vader van de disco" genoemd.

Typische elementen uit de discomuziek, zoals lange, orkestrale, in detail uitgewerkte intro's waren begin jaren zeventig voor het eerst te horen in de funky cinematic soul, zoals Isaac Hayes' Theme from shaft, de soundtrack van de film Shaft uit 1971 en Curtis Mayfields Superfly. Hoewel vooral Amerikanen Manu Dibango's Soul Makossa uit 1972 als de eerste disco-opname beschouwen werden de eerste disconummers pas in 1973 uitgebracht. Het was immers MFSB-drummer Earl Young die in 1973 het voor disco zo kenmerkende, pompende 'four-on-the-floor' drumritme en intens gebruik van de hihats introduceerde in Harold Melvin & The Blue Notes' liedje The love I lost en daarom de "Vader van de disco" wordt genoemd. Deze hitsingle was een typisch product van Philadelphia International Records, het platenlabel dat door de producers Kenny Gamble en Leon Huff werd opgericht om de zgn. Philadelphia soul, dat de muzikale grondslag legde voor de discosound, verder te ontwikkelen.     
De aanvankelijk alternatieve danscultuur werd voor het eerst beschreven door muziekjournalist Vince Aletti in het artikel "Discotheque Rock '72: Paaaaarty!" van 13 september 1973 in het magazine Rolling Stone. Hij introduceerde de term 'disco' voor muziek die tot dan nog 'dansbare Rhythm-and Blues' werd genoemd. Dat artikel wordt beschouwd als het feitelijke begin van het discotijdperk. Het woord disco is afgeleid van discotheek, een type nachtclub dat in het begin van de jaren zestig opkwam en is gericht op dansen.
Met gigantische internationale hits zoals Rock the Boat van soultrio The Hues Corporation (wat door velen wordt beschouwd als het eerste echte disconummer), kort daarna gevolgd door Rock your baby van George McCrae en Kung Fu Fighting van Carl Douglas, kende discomuziek in 1974 zijn definitieve doorbraak bij het grote publiek. Muziek die tot dan toe enkel door dj's in het ondergrondse clubcircuit werd gedraaid, werd nu ook massaal op de grote, openbare radiostations gedraaid en veroverde de top in de mainstream-muzieklijsten. Met de hit Never can say goodbye werd Gloria Gaynor in 1974 de eerste (zwarte) disco-diva.

### Gouden jaren (1975-1979)
In 1977 beleefde de disco, niet enkel als subcultuur maar ook als muziekgenre, zijn commerciële hoogtijdagen. Terwijl met de opening van de glamoureuze danstempel Studio 54 door Steve Rubell in april van dat jaar het hedonistische, door critici als decadent of promiscue ervaren, luxueuze uitgaansleven van euforische dansmuziek, (overvloedig) drugsgebruik en vrije seks zijn culminatie bereikte, leidde het uitkomen van de cultfilm Saturday night fever tot een ware explosie van discohits. De gelijknamige soundtrack-elpee bevat een pleiade van (ster-)artiesten, zoals Yvonne Elliman, KC & the Sunshine Band (Boogie Shoes), groepen zoals de Bee Gees, Tavares (More Than a Woman), Kool & The Gang, MFSB (K-Jee) en The Trammps (Disco Inferno) en (film-) componisten zoals Walter Murphy, David Shire en Ralph MacDonald, die de disco een nieuwe internationale boost gaven. Bovenal zorgde de film voor een wederopstanding van de Bee Gees die naast hun eerder uitgebrachte Jive Talkin' (1975) en You Should Be Dancing (1976) met hun nieuwe nummers Stayin' Alive, How Deep Is Your Love, Night Fever, More Than a Woman en If I Can't Have You  vijf wereldwijde hits scoorden en de status van megasterren verwierven. Ook de jonge hoofdrolspeler John Travolta, die in Saturday Night Fever de show stal met zijn aanstekelijke, perfect uitgevoerde en voor die tijd ongekende dansbewegingen, werd een icoon van de internationale showbusiness en amusementsindustrie van de jaren zeventig.            
Eveneens in '77 kreeg zangeres Donna Summer als "Queen of Disco", de status van superster. Haar met Giorgio Moroder gemaakte orgastisch klinkende nummer I feel love (1977) werd ook een baanbrekend nummer voor de opkomende synthpop. 

Om de disco-beleving nog intenser te maken introduceerden sommige artiesten aanstekelijke danspasjes die dankzij de genoemde cultfilm en de hierop inspelende dansscholen erg populair werden. Typische disco-dansstijlen zijn de 'funky chicken dance', 'the hustle' (Van McCoy), de 'bump' (Penny McLean), de 'boogaloo', 'mashed potato', de 'robot' (Michael Jackson), de 'bus stop' etc. 

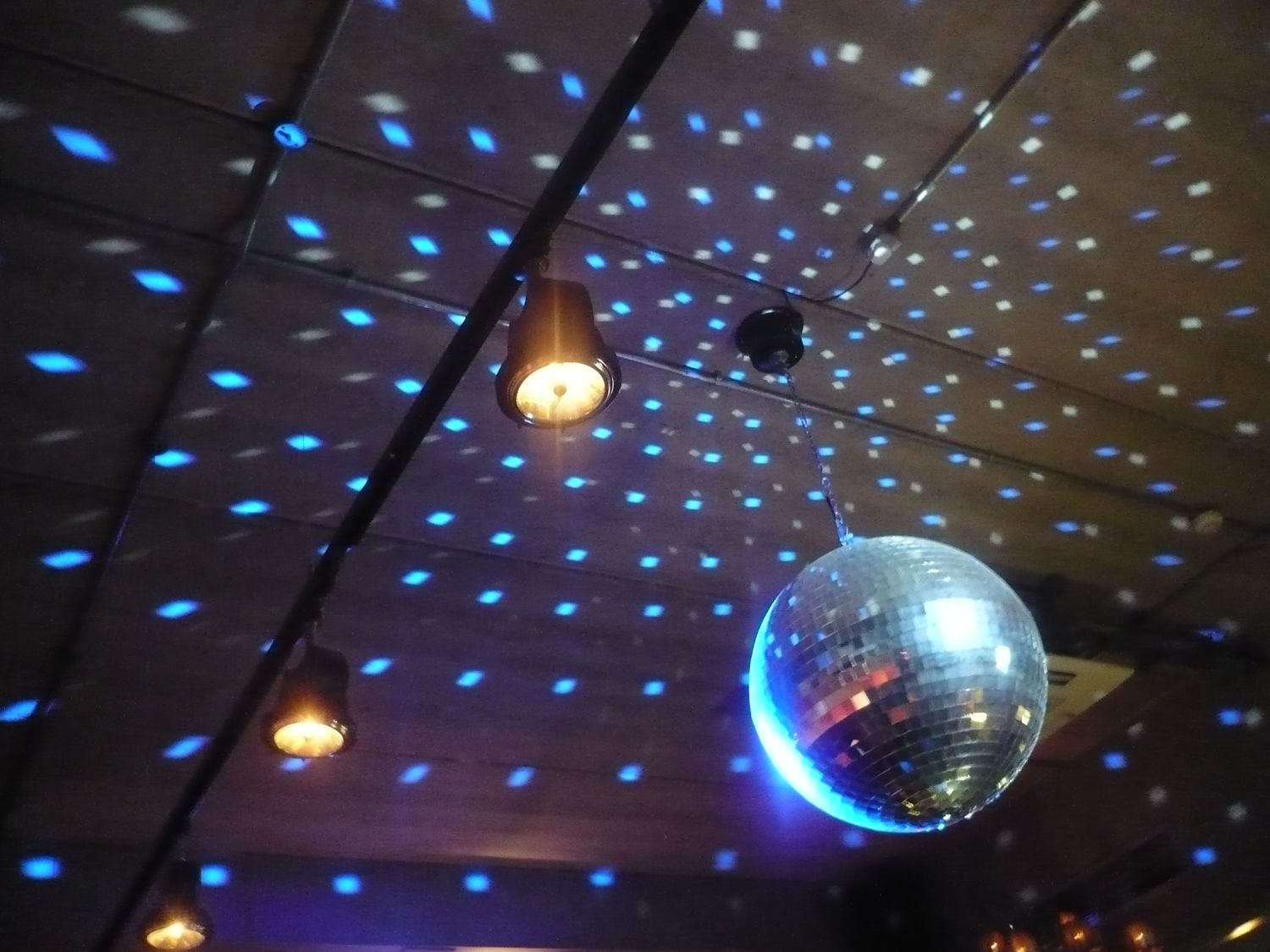
Een discobal

Aanvankelijk waren de meeste disconummers enkel bedoeld voor het discotheek-publiek, in plaats van algemeen publiek, zoals radioluisteraars en televisiekijkers. Don Cornelius (1936-2012) was een van de televisiepresentatoren die het genre propageerden in de VS. In zijn televisieshow Soul Train - uitgezonden van 1971 tot 1993 - konden uitgelezen amateurdansers hun nieuwste moves en club outfits vertonen. Disco strekte zich op haar hoogtepunt daardoor ook uit tot de mode in de kleding.

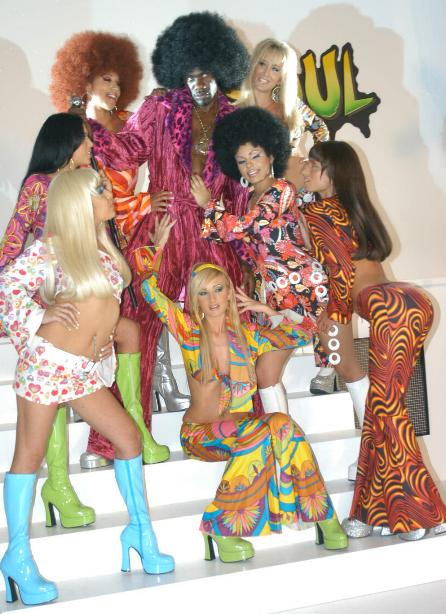
Disco als clubmode

#### Disco-invloed op andere artiesten
Eind jaren zeventig was disco internationaal zo immens populair geworden dat gerenommeerde artiesten uit het klassieke, rock- of popmilieu niet langer aan de financiële of creatieve verleiding konden weerstaan om ook een disco- of een door disco geïnspireerde single of plaat uit te brengen, vaak tot grote ontsteltenis van hun oorspronkelijke fans. Toch kenden deze artiesten met hun, aan de tijdsgeest aangepaste, crossover-disco vaak hun grootste hits zoals Rod Stewart met "Da Ya Think I'm Sexy?" in 1979, Queen met "Another One Bites the Dust" in 1980, the Rolling Stones met Miss You" in 1978 en Cliff Richard met Wired for Sound in 1981. Ook de progressieve rock groep Pink Floyd introduceerde disco-elementen zoals in hun enige nummer-1 hit in de VS en het VK Another Brick in the Wall, Part 2 in 1979 en in andere liedje zoals Deel 8 van "Shine On You Crazy Diamond" in 1975. Zelfs hard rock groep KISS kende in 1979 een gigantische hit met hun naar eigen zeggen "historische, want eerste rock-disco song" I Was Made for Lovin' You. In 1979 ging ook punk-groep Blondie de disco-toer op met hun gigantische hitsingle Heart of Glass.  
Andere muzikanten die zich op het commerciële disco-pad begaven waren onder meer The Eagles met "One of These Nights" in 1975, Paul McCartney & Wings met "Goodnight Tonight" in 1979, Electric Light Orchestra met Shine a Little Love" en Last Train to London (beiden in 1979), Ringo Starr's album Ringo the 4th in 1978, the Kinks met (Wish I Could Fly Like) Superman" in 1979, The Grateful Dead met Shakedown Street" en The Who met "Eminence Front" in 1982.

## Discosound
De meeste discohits onderscheidden zich van andere dansmuziek uit de jaren zeventig door hun karakteristieke sound, de discobeat, een uniek drumpatroon van 120 beats per minute. Deze bestaat uit minimaal vier componenten. De basis wordt gevormd door de makkelijk te herkennen four-on-the floor vierkwartsmaat die ontstaat door vier slagen op de bassdrum op elke kwartnoot van de maat. Deze opzwepende beat zet, net zoals de pulserende harslag, het lichaam aan om te dansen en te bewegen. Tweede bestanddeel van de discobeat is de constante funky backbeat op de snaredrum, met slagen op de tweede en de vierde tel van de maat. De derde en vierde component vormen de off-beat, die ontstaat door slagen op de open of gesloten (met ingetrapt pedaal) hihats, met slagen op de achtste noten. De hihats worden gebruikt om het (strakke) ritme te variëren en accenten toe te voegen. 
Met de invoering van de Four-on-the-floor legde Earl Young in 1973 definitief de grondslag van alle discomuziek die daarna nog verder zou worden ontwikkeld. Deze discobeat maakte de klassieke drums, gitaar en basgitaar compatibel met allerlei andere muziekinstrumenten zoals strijkers (viool, cello), koperblazers (hoorn), harp en vibrafoon. Bij het ontstaan van de eurodisco in 1975 werden alle funk- en soulinvloeden overboord gegooid om plaats te maken voor een wall of sound van orkestrale arrangementen en uitgebreide, gesyncopeerde synthesizer-klankeffecten. Op die manier kreeg disco zijn kenmerkende, volle symfonische sound.      

## Tegenbeweging
Aan het einde van de jaren zeventig keerde een aanzienlijke groep muziekliefhebbers zich nadrukkelijk tegen de discorage, die door hen als een leeghoofdig massaverschijnsel werd gezien.  Deze aversie vond haar weerslag in parodieën als Dancin' Fool (1979) van Frank Zappa, en in Nederland Disco Really Made It (It's empty and I hate it) (1979) van Gruppo Sportivo en In de disco (1983) van Noodweer.
Vooral het Amerikaanse rockmilieu was de alomtegenwoordigheid van de disco in de media zo beu dat er een sterke tegenbeweging op gang kwam. Met name rock-dj's, die bij radiostations soms ontslagen werden of eigen zendtijd moesten inleveren ten voordele van discoprogramma's, voelden zich zo gefrustreerd dat ze met leuzen zoals "Disco sucks" en "Death to disco" hun achterban massaal opriepen om disco te boycotten. Die intense afkeer voor disco bereikte zijn climax met de 'Disco Demoliton Night' op 12 juli 1979 toen (de pas ontslagen) radiopresentator en rock-dj Steve Dahl in het Comiskey Park stadion in Chicago tussen twee baseballwedstrijden van de Chicago White Sox tienduizenden opgestapelde discoplaten liet exploderen waarna een menigte woedende jonge rockfanaten het veld bestormde en vernielingen aanrichtte.

## Nalatenschap

### Italodisco
Met de introductie van elektronische instrumenten in het discogenre zoals synthesizers, drumcomputers en vocoders ontstond er vanaf begin jaren tachtig een compleet nieuw genre. Een van 's werelds eerste volledige vormen van elektronische dansmuziek was de italodisco. Na de intrede hiervan verdween de discomuziek volledig uit de schijnwerpers. Italodisco bleef tot het eind van de jaren tachtig populaire dansmuziek voor jongeren in niet Engelstalige delen van Europa.

### Hi-NRG
Naast de Italodisco was ook de Hi-NRG-muziek een elektronische verderzetting van de discomuziek. Kenmerkend voor deze, vooral in de jaren 80 erg populaire dansmuziek, is het snelle tempo van 130 tot 140 BPM, een baslijn bestaande uit octaafintervallen en het gebruik van staccato ritmische elementen zoals cowbells. Het genre was vooral populair in de homoscene van landen zoals de VS, het Verenigd Koninkrijk, Japan en Mexico.

### Dancepop
Eveneens sterk geïnspireerd en voortbouwend op de disco ontstond eind jaren '70 de dancepop, dat de beats van dancemuziek combineerde met de structuur en catchy melodieën van disco en popmuziek. Net als de Hi-NRG werd het dansgenre in de jaren 80 vooral gepopulariseerd door het producerstrio Stock Aitken Waterman. Grote namen van deze muziekstijl waren onder meer Michael Jackson, Madonna, Milli Vanilli, Modern Talking en Prince.

### House
Ook house is door het gebruik van beats met de vierkwartsmaat en opzwepende baslijnen een directe afstammeling van disco. Deze stroming in de elektronische dansmuziek ontstond begin jaren jaren tachtig en was vooral populair in de jaren negentig. 

## Invloeden

### Soul en funk
Soul- en funkplaten die de disco beïnvloed hebben zijn onder meer:
- Sly & the Family Stone - 'Dance to the Music' (1968), 'Everyday People' (1968), 'Thank You (Falletin Me Be Mice Elf Agin)' (1970) en 'Family Affair' (1971)
- Hugh Masekela - 'Grazing in the Grass' (1968)
- The Honey Cone - 'Want Ads' (1971), 'Stick Up' (1971)
- Isaac Hayes - 'Shaft' (1971) en 'Hung Up On My Baby' (1974)
- Trammps - 'Love Epidemic' (1973)
- Incredible Bongo Band - 'Bongo Rock' (1973)
- Deodato - 'Also Sprach Zarathustra' (1973)
- Average White Band - 'Pick Up the Pieces' (1974), 'Cut the Cake' (1975)
- James Brown - 'Get Up (I Feel Like Being a) Sex Machine' (1970), 'Get Up, Get Into It, Get Involved' (1971), 'Get On The Good Foot' (1972)

### Motown
De Motown-sound bevatte ook veel elementen die geassocieerd zouden worden met het discogeluid:
- Martha & The Vandellas - 'Dancing in the Street' (1963)
- The Temptations - 'Since I Lost My Baby' (1964) en 'Cloud Nine' (1969)
- Four Tops - 'I Can't Help Myself (Sugar Pie Honey Bunch)' (1965)
- The Supremes - 'You Keep Me Hangin' On' (1966) en 'Reflections' (1967)
- The Jackson 5 - 'I Want You Back' (1969), 'ABC' (1970), 'The Love You Save' (1970), 'Mama's Pearl' (1971) en 'Sugar Daddy' (1971)
- Stevie Wonder - 'Signed, Sealed, Delivered (I'm Yours)' (1970), 'Superstition' (1972) en 'Higher Ground' (1973)
- Diana Ross - 'Ain't No Mountain High Enough' (1970)

### Philadelphia soul
Philadelphia International Records bepaalde de Philly soul en had tevens invloed op de latere disco, met platen als:
- The Three Degrees - 'When Will I See You Again?' (1974)
- The Intruders - 'I'll Always Love My Mama' (1973)
- The O'Jays - 'Love Train' (1973), 'For the Love of Money' (1974) en 'I Love Music' (1975)
- MFSB - 'TSOP (The Sound Of Philadelphia)' (1974), 'Love is the Message' (1974)

### Miami Sound (TK Records)
Vroege TK Records discotracks:
- Betty Wright - 'Clean Up Woman' (1972)
- George McCrae - 'Rock Your Baby' (1974)
- KC & the Sunshine Band - 'Queen of Clubs' (1974), 'Get Down Tonight' (1975) en 'That's the Way (I Like It)' (1975)

## Discohits
Vroege discohits zijn onder meer:

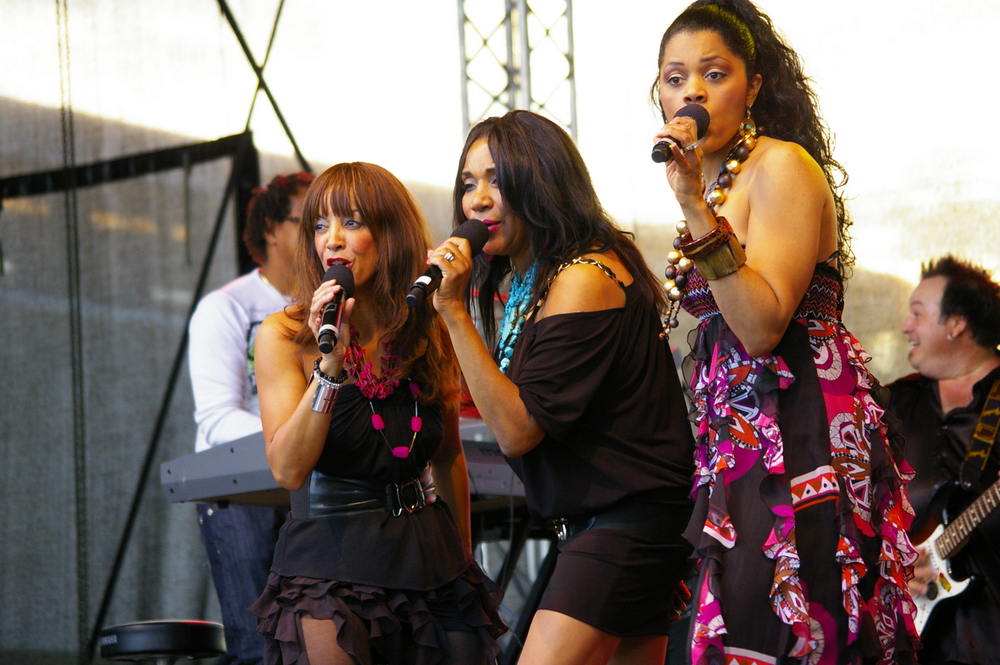
Sister Sledge in 2008

- The Chakachas - Jungle Fever (1971)
- the Love Unlimited Orchestra (o.l.v. Barry White) - Love's Theme (1973)
- The Jackson 5 - Dancing Machine (1973)
- Barry White - I'm Gonna Love You Just a Little More, Baby (1973), Can't Get Enough of Your Love, Babe (1974), You're the First, the Last, My Everything (1974)
- Shirley & Company - Shame, Shame, Shame (1974)
- Commodores - Machine Gun (1974)
- Labelle - Lady Marmalade (1974)

Grote discohits waren er tussen 1975 en 1982
Casablanca Records and Filmworks:
- Donna Summer - Love to love you baby (1975), I feel love (1977) en MacArthur Park (1978)
- Village People - Y.M.C.A. (1979), In the navy (1979)

## Muzikanten en bands

### Disco
- Ashford & Simpson
- Andrea True Connection - More More More (1976)
- Anita Ward
- Bee Gees
- Chaka Khan
- Chic
- Donna Summer
- Diana Ross
- Earth, Wind & Fire
- Gloria Gaynor
- Heatwave
- Jesse Green - Nice and Slow'
- KC and The Sunshine Band
- Kool & The Gang
- Lipps Inc. - Funkytown (1979)
- Patrick Hernandez
- Rose Royce
- Sylvester - You Make Me Feel (Mighty Real) (1978)
- Tavares
- The Nolans
- Trammps
- The Jackson 5
- The Four Seasons - Who Loves You en December, 1963 (Oh, What a Night) (1976)
- Tina Charles
- Sister Sledge
- Village People

### Eurodisco
- Boney M. (Duitsland)
- Trinity (België)
- Dream Express (België-Nederland)
- Dschinghis Khan (Duitsland)

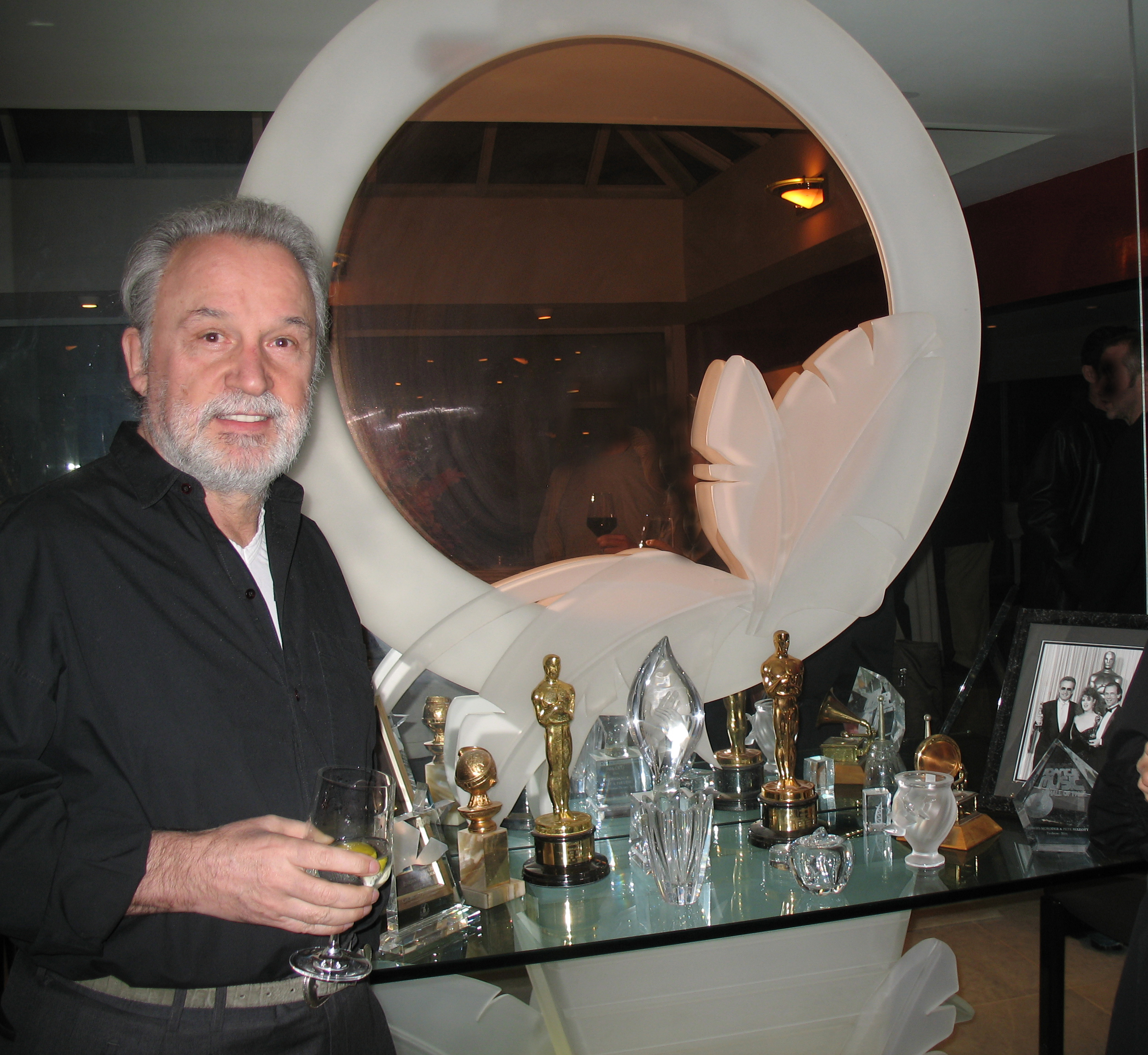
Giorgio Moroder producent van eurodisco met wat behoud van het Amerikaanse geluid

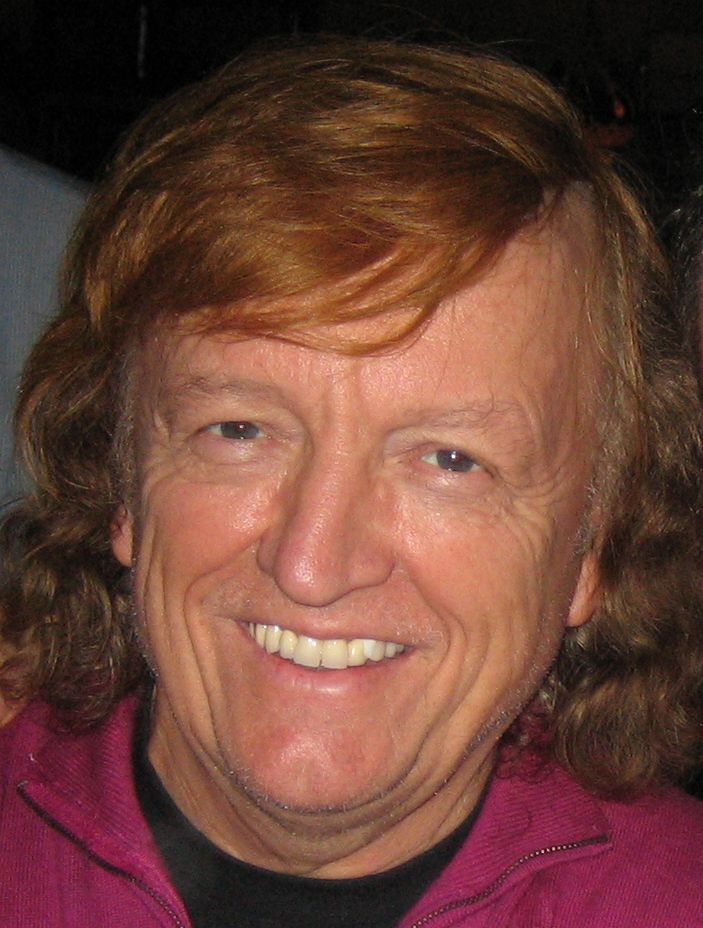
Frank Farian, succesvolle eurodisco producent

- Silver Convention (Duitsland) - Fly Robin Fly (1975), Get Up and Boogie (1976)
- Marianne Rosenberg (Duitsland) - Ich bin wie du
- Dalida J'attendrai (de eerste (Franse) discohit in Europa) (1975)
- Amanda Lear (Frankrijk)
- Belle Epoque (Franrijk) - Black is Black
- Cerrone (Frankrijk) - Love In C Minor (1976)
- Claude François (Frankrijk)
- Dalida (Franrijk)
- Gibson Brothers (Frankrijk-België)
- Gilla (Duitsland)
- Ottawan (Frankrijk)
- Patrick Hernandez (Frankrijk)
- Amii Stewart - Knock on Wood (1979)
- Sheila B. Devotion (Frankrijk)
- Space (Franrijk) - Magic Fly (1977)
- Giorgio Moroder (Italië)
- La Bionda (Italië)
- Raffaella Carra (Italië)
- Luisa Fernandez (Spanje) - Lay Love on You (1978)
- Dolly Dots (Nederland)
- Luv' (Nederland)
- 5000 Volts (Verenigd Koninkrijk) - I'm on fire (1975)
- Aneka (Verenigd Koninkrijk) - Japanese Boy (1981)
- Eruption (Verenigd Koninkrijk)
- ABBA (Zweden)